# Sultanat de Delhi
El sultanat de Delhi fou un antic estat musulmà de l'Índia que tenia la ciutat de Delhi per capital. Delhi fou part del domini dels tomara del 736 fins a mitjans del segle xii, quan es va imposar la dinastia rajputs dels chauhans (ca. 1150–1192).

## Els Mamelucs de Delhi
Els chauhans foren derrotats pels gúrides el 1192, El 1206, Muizz al-Din Muhammad moria sense descendència, per la qual cosa, després de la seva mort, el seu soldanat fou dividit en moltes partes pels seus esclaus (mamelucs). Tadj al-Din Yildiz es convertí en governant de Gazni. Muhammad Bakhtiyar Khalji aconseguí Bengala, Nasir-ud-Din Kubacha es convertí en soldà de Multan i finalment Qutb-ad-Din Àybak esdevingué soldà de Delhi, la qual cosa significà el començament de la Dinastia dels mamelucs de Delhi. Aybak arribà al poder quan un superior gúrida va ser assassinat, Tanmateix, el seu regnat com a sultà de Delhi no va durar gaire, atès que va morir el 1210, i el seu fill, Aram-Xah ascendí al tron, però fou assassinat per Iltutmix el 1211. Sota el govern d'Iltumix, el soldanat establí contacte diplomàtic cordial amb el Califat Abbàssida entre 1228-1229 i havia aconseguit mantenir-se aliè a les invasions de Genguis Kan i els seus successors. Després de la mort d'Iltutmix el 1236, van romandre al poder una sèrie de governants dèbils i un cert nombre dels nobles guanyaren autonomia sobre les províncies del sultanat. El poder canvià de mans des de Rukn-ad-Din Firuz-Xah a Raziya fins que Balban aconseguí el tron i repel·lí reexidament tant les amenaces internes com externes del sultanat. La Dinastia de Khalji arribà al poder quan Firuz Xah Khalji derrocà l'últim dels governants de dinastia escalva, Muïzz-ad-Din Qaiqabad, net de Balban, i assumí el tron a Delhi.

## Dinastia Khaldji

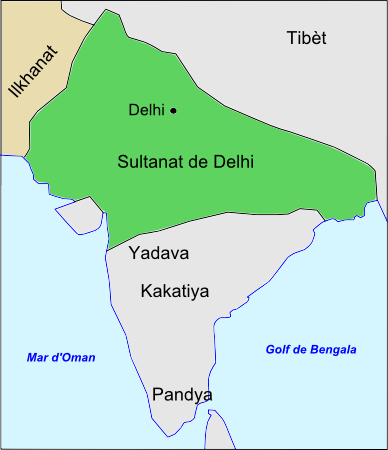
El sultanat de Delhi cap al 1310

El fundador de la dinastia fou Djalal al-Din Firuz Shah Khalji que era fill de Yughrush i estava al servei del sultà Giyath al-Din Balban Ulugh Khan. Fou assassinat pel seu nebot i gendre Ala al-Din Muhammad Shah I Khalji que es va proclamar sultà i va ocupar Delhi eliminant al seu cosí Rukn al-Din Ibrahim Shah Khalji que s'havia proclamat allí (novembre), i al germà d'aquest, Arkali Khan, hereu i governador de Multan en 1297. Va rebutjar diversos atacs mongols (1299-1306), va conquerir Gujarat (1299), Rathambor (1301), Chitor (1303) i Malwa (1305) i va sotmetre als kakatyes de Warangal, als hoysala de Duara Samudra, als pandya de Madura i als yadava de Deogiri. El sultà va morir el 6 de gener del 1316. Poc abans el general turc eunuc Màlik Naib, que tenia molta influència sobre el sultà, l'havia convençut de desheretar al seu fill gran Khidr Khan que fou empresonat a Gwalior, i havia estat designat hereu el fill més jove, Shihab al-Din Umar que era menor d'edat i a la mort del pare fou proclamat sultà sota la regència de Màlik Naib. Aquest va fer cegar a Khidr Khan i al seu germà Shadi Khan que havia estat empresonat a Siri. El tercer fill, Mubarak Khan, de 18 anys, també empresonat, havia de córrer la mateixa sort, però va aconseguir subornar als seus guardians, que van assassinar Màlik Naib al cap de 35 dies de govern i van proclamar regent a Mubarak; al cap de dos mesos va assolir la corona i Umar va ser cegat. Mubarak va portar una vida de disbauxa i un esclau de nom Khusraw Khan, que va aconseguir molt de poder, el va acabar assassinat el 1320. Khusraw es va proclamar sultà amb el nom de Sultan Nasir al-Din; Khusraw s'havia convertit a l'islam, però no hi creia pas, i tenia una gran manca de respecte per la religió dins del palau; altres nobles musulmans es van escandalitzar. La revolta dirigida per Djunba Khan (després Muhàmmad Xah II Tughluk 1325-1351) i el seu pare Ghazi Màlik, va acabar amb la victòria rebel a Indrapat; Khusraw va fugir, però després de ser capturat fou executat. Ghazi Màlik fou coronat com Tughluk Xah I (1320) fundant la dinastia tuglúquida.

## Tughlúquides

En fosc, els dominis del sultanat cap al 1320, i en clar, l'extensió cap el 1330

Després d'assumir el poder, Ghazi Màlik es va rebatejar com a Ghiyath-ad-Din Tughluq, recompensar als Màliks, emirs i oficials Khalji que li havien prestat un servei i l'havien ajudat a arribar al poder. Va construir una ciutat a sis quilòmetres a l'est de Delhi, amb un fort considerat més defensable contra els atacs mongols, i la va anomenar Tughlaqabad. El 1321 va enviar el seu fill gran Ulugh Khan a Deogir per saquejar els regnes hindús de Warangal i Tilang, fracassant en l'intent, i quatre mesos després va enviar grans reforços de l'exèrcit, i Warangal va caure, sent rebatejat a Sultanpur, i totes les riqueses saquejades, el tresor de l'estat i els captius van ser transferits del regne capturat al Sultanat de Delhi. El 1347 un grup de nobles musulmans turcs dirigits per Ismail Mukh es va revoltar amb èxit contra Muhàmmad Xah II Tughluk. Un dels nobles principals va suplantar Ismail i fou proclamat sultà sota el nom d'Ala al-Din Hasan Bahman Shah establint el Sultanat Bahmànida amb capital a Gulbarga.
Firuz Xah Tughluq era un musulmà fervent i va adoptar polítiques de xaria amb l'ajuda dels seus visirs. Khan Jahan II va esdevenir visir a la mort del seu pare Khan Jahan I el 1368, en oberta rivalitat amb Muhàmmad Shah, el fill de Firuz Xah Tughluq. Khan Jahan va convèncer el sultà perquè nomenés hereu el seu besnet i va intentar convèncer-lo perquè destituís el seu únic fill, però, en canvi, el sultà va destituir el visir. La crisi que va seguir va provocar la detenció i l'execució del visir, i una rebel·lió i una guerra civil a Delhi i als voltants. Muhammad Shah també va ser destituït el 1387. El sultà Firuz Shah Tughluq va morir l'any 1388 i el seu net Tughluq Khan va assumir el poder, però el seu nebot Abu-Bakr, fill de Zafar Khan es va revoltar matant Tughluq Khan en 1389 ocupant el seu lloc Abu-Bakr Xah Tughluq, però el seu oncle Muhàmmad es va fer proclamar sultà en oposició a Samana el 24 d'abril de 1389 i es va imposar a Abu-Bakr al 31 d'agost de l'any següent 1390 i va fer capturar executar tota la noblesa musulmana que estava alineada, o que se sospitava d'estar alineada amb Khan Jahan II. Quan Muhàmmad va morir el 20 de gener de 1394 el va succeir el seu fill Sikandar-Xah Tughluq, que va morir el 8 de març de 1394 i el va succeir el seu germà Nàssir-ad-Din Mahmud Xah Tughluq, contestat per Nusrat-Xah Tughluq, net de Firuz Xah Tughluq desencadenant una guerra de successió que va durar tres anys des del 1394 fins al 1397. El sultanat ja havia entrar en procés de disgregació amb poderoses forces centrífugues que havien proclamat diverses províncies independents i durant aquest temps, Nasiruddin Mahmud va governar des de la ciutat de Delhi, mentre que Nusrat Shah governava des de Firuzabad.

## Campanya de Tamerlà a l'Índia
Tamerlà va envair el sultanat de Delhi el 1398. Després de creuar l'Indus el 30 de setembre, va saquejar Tulamba i va massacrar els seus habitants, i a l'octubre va avançar i va capturar Multan. La seva invasió no va tenir oposició, ja que la majoria de la noblesa índia es va rendir sense lluitar, però va trobar la resistència de l'exèrcit unit de Rajputs i musulmans a Bhatnair sota el comandament del rei Rajput Dulachand, Dulachand inicialment es va oposar a Tamerlà, però quan estava molt premut va considerar la rendició, i en quedar fora dels murs de Bhatnair, tancats pel seu germà, va ser assassinat per Tamerlà, i la guarnició va lluitar i va morir fins a l'últim home, i la ciutat saquejada i cremada. Mentre marxava cap a Delhi, Tamerlà fou oposat per la pagesia jat, que saquejava les caravanes desapareixent als boscos.
Per por que es poguessin revoltar Tamerlà va matar uns 100.000 esclaus que havien estat capturats a la campanya índia, i la batalla va tenir lloc el 17 de desembre de 1398. L'exèrcit de Mallu Ikbal i del sultà Mahmud va marxar per les portes de Delhi per combatre. Les tropes índies es van situar amb els elefants al centre, cada una de les bèsties portant el seu mortal contingent d'homes armats fins a les dents. Els dos bàndols van aprofitar la formació tradicional emprada pels exèrcits musulmans en aquest moment, amb les ales esquerres i dretes, un centre i una avantguarda avançada. L'ala dreta índia anava manada per Taji Khan i Mir Ali Khoja; l'esquerra per Màlik Muin al Din i Maluk Hani; el centre anava manat pel mateix emperador Mahmud Xah Tughluq, amb Mallu Ikbal com lloctinent. Com que els tàrtars tenien por dels elefants, Timur va ordenar als seus homes cavar una trinxera davant de les seves posicions i va carregar els seus camells amb tanta fusta i fenc com podien portar. Quan els elefants de guerra van carregar, Timur va incendiar el fenc i va punxar els camells amb pals de ferro, fent que carreguessin contra els elefants, udolant de dolor: Timur havia entès que els elefants s'espantaven fàcilment. Davant l'estrany espectacle de camells volant directes cap a ells amb flames que saltaven de l'esquena, els elefants es van girar i van caminar cap a les seves pròpies línies. Timur va aprofitar la posterior interrupció de les forces de Nasir-ud-Din Mahmud Shah Tughluq, assegurant una victòria fàcil. Nasir-ud-Din Mahmud Shah Tughluq va fugir amb les restes de les seves forces. La captura del sultanat de Delhi va ser una de les victòries més grans i devastadores de Timur, ja que en aquell moment, Delhi era una de les ciutats més riques del món. La ciutat de Delhi va ser saquejada i reduïda a ruïnes, amb la població esclavitzada. Després de la caiguda de la ciutat, van començar a produir-se aixecaments dels seus ciutadans contra els turco-mongols, provocant una massacre sagnant de represàlia dins les muralles de la ciutat. La invasió de Tamerlà i la destrucció de Delhi van continuar el caos que encara consumia l'Índia, i la ciutat no es podria recuperar de la gran pèrdua que va patir durant gairebé un segle.

## Anys d'anarquia
Després de l'expedició de Tamerlà en 1398 i 1399 van seguir els anys d'anarquia i una efímera dominació dels Lodi.
Khidr Khan, sòlidament establert a Multan i Dipalpur, es declarava virrei de Tamerlà i el gener de 1407 es va dirigir a Delhi ocupant Hissar i Sirhind, però la primera fou recuperada per Mahmud el 1408. El gener de 1409 Khidr Khan va enviar el seu lloctinent Màlik Tuhfa, a assolar el Doab, mentre ell mateix avançava cap a Delhi i assetjava a Mahmud a Siri i a Ikhtiyar Khan a Firuzabad, però es va haver de retirar per manca de subministraments, retornant el 1410 i conquerint Rohtak i atacant Delhi en 1411 per retirar-se altre cop. Mahmud va morir el novembre de 1412 i un antic comandant tughlúquida, Dawlat Khan Lodi fou proclamat sultà. Entre novembre i desembre de 1413, per tercera vegada, Khidr va avançar contra Delhi, assetjant la fortalesa de Siri que va resistir quatre mesos, fins que finalment Dawlat Khan es va rendir en 1414 i fou enviat presoner a Hissar. El 6 de juny de 1414 Khidr Khan entrava a Delhi i es feia proclamar sultà fundant la dinastia dels Sayyids.

## Dinastia dels Sayyids
Sayyid Khidr Khan el 6 de juny de 1414 entrava a Delhi i es feia proclamar sultà fundant la dinastia dels Sayyids. Llegia la khutba en nom de Xah Rukh, fill i successor de Tamerlà, la imatge i nom del qual va posar a les monedes, i va morir el 20 de maig de 1421 sent succeït pel seu fill Sayyid Mubarak-Xah, que només tenia autoritat sobre alguns districtes de l'Hindustan i Multan, i va haver de renunciar a la seva pretensió d'establir el domini al Panjab quan va socòrrer Gwalior, amenaçada per Huixang Xah del Sultanat de Malwa i que finalment es va retirar al seu país. Va fer front a les revoltes de Jasrat Khokar i de Tughan Rais; va establir una guarnició a Lahore i va fer campanyes a Katehr i Kampil. També hi va haver conflictes a Etawah, Multan, Bayana, Gwalior i Mewat i una guerra contra el sultanat de Jaunpur d'Ibrahim Shah Sharki. Va fer també alguna expedició contra els khokars. Dins la mateixa família es van revoltar els fills de Sayyid Selim l'estiu del 1430, i el febrer/març del 1431 va enfrontar l'expedició de Shaykh Ali de Kabul. El 19 de febrer de 1434 va ser assassinat per orde de Sarwar al-Mulk, un ministre al qual Mubarak havia destituït l'any anterior, i com no tenia fills el va succeir el seu nebot Sayyid Muhàmmad-Xah, fill de Farid Khan, germà de Mubarak.
Mahmud Shah I Khalji de Malwa va envaïr el sultanat en 1441, i Sayyid Muhàmmad-Xah va haver de demanar l'ajut de Bahlul Lodi del Panjab, qui en compensació va rebre els governs de Lahore i Dipalpur; revoltat poc després, va intentar conquerir Delhi però va fracassar. Muhàmmad Xah va morir i el va succeir el seu fill Sayyid Alà-ad-Din Àlam-Xah en 1445.
El 1447 Bahlul Lodi va tornar a atacar Delhi sense èxit. El 1448 el sultà va decidir executar al seu visir Hamid Khan que assabentat, va fugir a Badaun però poc després es va apoderar del palau de Delhi 1448, mentre el sultà fugia precisament a Badaun. Mahmud Shah Sharki de Jaunpur va reclamar el tron de Delhi al·legant que el sultà Sayyid Alà-ad-Din Àlam-Xah era el germà de la seva dona. Hamid Khan es va veure en posició dèbil a causa de les maniobres del sultà i de l'hostilitat de part de la noblesa de Delhi, i va cridar a Bahlul Lodi de Sirhind, Lahore, Dipalpur i en general del Panjab. Bahlul va anar a Delhi, però hàbilment va refusar assolir el govern perquè es va adonar que les circumstàncies no eren favorables. Dos anys després va ordenar al seu cosí i cunyat Kutb Khan Lodi l'arrest d'Hamid Khan, del que no es fiava, i va proposar restaurar al tron amb poder efectiu a Sayyid Alà-ad-Din Àlam-Xah, però aquest va abdicar a favor de Bahlul preferint viure una vida fàcil allunyat del poder a Badaun on va restar fins a la seva mort el juliol del 1478. Així Bahlul va pujar al tron de Delhi el 19 d'abril de 1451 amb el títol d'Abu l-Muzaffar Bahlul Shah inaugurant la dinastia Lodi. Kutb Khan Lodi per ordre de Bahlul va enverinar a Hamid Khan poc després.

## Dinastia Lodi
La dinastia Lodi va regnar del 1452 al 1526. En aquest darrer any fou conquerida per Baber, que va establir l'Imperi Mogol.
El 1448, quan Sayyid Alà-ad-Din Àlam-Xah es va retirar a Badaun, el seu ministre Hamid Khan va convidar Bahlul Xah Lodi a ocupar el tron de Delhi, i va pujar al tron de Delhi el 19 d'abril de 1451 fent empresonar Hamid Khan. El 1479 va derrotar i es va annexionar el sultanat de Jaunpur, va fortificar la ciutat de Jaunpur i la va convertir en una kasbah amb diverses mesquites i madrasses. Bahlul va fer molt per aturar les rebel·lions i els aixecaments als seus territoris, i va estendre els seus dominis sobre Gwalior, Jaunpur i l'alt Uttar Pradesh. Igual que els anteriors sultans de Delhi, va mantenir Delhi com a capital del seu regne.
Sikandar Lodi es convertí en soldà a la mort del seu pare el 17 de juliol de 1489, enfrontant-se amb el seu germà gran i virrei del sultanat de Jaunpur Barbak Shah, que va reclamar el tron malgrat el nomenament del seu pare en favor de Sikanda evitant un enfrontament sagnant i Sikandar li va permetre continuar governant Jaunpur, mentre resolgué altres diferències amb un oncle, Alam Khan, al que considerava també sospitós de voler usurpar el tron. El 1593 finalment es va apoderar de Jaunpur. Sikandar expandí el territori Lodi a les regions de Gwalior i Bihar Va fer un tractat amb Ala al-Din Husayn Xah de Bengala. Va mantenir els seus nobles afganesos natius sota el seu control, i va fomentar el comerç en les seves possessions. El 1503 va encarregar la construcció de la ciutat actual d'Agra. Entre els canvis administratius fets per Sikandar Lodi hi ha la declaració del persa com la llengua oficial per a la comptabilitat a l'Índia.
Sikandar Lodi va intentar conquerir la fortalesa de Gwalior, i la va atacar 5 vegades, però va fracassar totes elles davant el raja de Gwalior Maharaja Mansingh. Va desenvolupar Agra com la seva segona capital (després de Delhi), ja que es tardava molt de temps de viatjar de Delhi a Gwalior. Finalment, va atacar una regió petita, prop de Gwalior, anomenada Narwar, i va mantenir el setge durant 11 mesos a les portes del fort de Narwar; després d'11 mesos quan la gent de l'interior ja no tenia res per menjar, es van rendir a Sikandar. Una vegada més va atacar la fortalesa de Gwalior, i fou derrotat per Maharaja Man Singh Tomar i la seva muller Mrignayani.

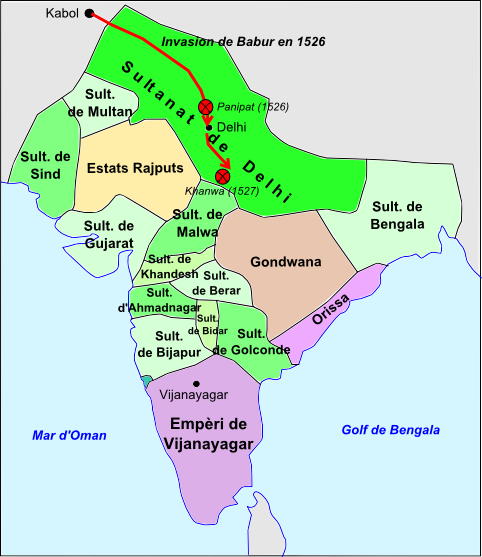
El subcontinent indi cap al 1520

Sikandar Lodi va morir el 21 de novembre de 1517 i el va succeir el seu fill Ibrahim Lodi, que tenia poc suport entre els nobles, una part dels quals va procurar posar al govern de Jaunpur al seu germà petit Djalal Khan amb la idea de partir el sultanat, però Ibrahim se'n va adonar i va decidir destituir al seu germà del govern; Djalal assabentat, es va revoltar, però fou derrotat per l'exèrcit d'Ibrahim i va haver de fugir a Gwalior on el príncep Bikramajit, fill de Man Singh Tomar, li va donar acollida i Ibrahim va decidir conquerir Gwalior. L'exèrcit de Delhi es va presentar davant la ciutat i la va assetjar, i en els combats abans de la conquesta, Djalal Khan fou capturat i empresonat junt amb altres nobles afganesos rebels, i va morir a la presó. Ocupat en sufocar les revoltes, Dawlat Khan Lodi de Panjab va donar signes de rebel·lió i Ibrahim el va cridar a Delhi, però va enviar al seu fill Dilawar Khan causant la còlera d'Ibrahim, que el va empresonar. Quan Dilawar Khan fou alliberat i va poder tornar a Panjab, li va explicar al seu pare, que va comprendre la sort que l'esperava si Ibrahim seguia al tron i juntament amb l'amir afganès Alam Khan, es van posar d'acord per cridar a l'Índia a Baber, l'emir de Kabul, que s'hi va dirigir amb un fort exèrcit, trobant-se a la primera batalla de Panipat el 21 d'abril de 1526 en la qual Baber, que disposava d'artilleria, i tenia una capacitat estratègica i tàctica superior, va obtenir la victòria i Ibrahim va morir a la lluita. Baber es proclamà soldà en lloc seu, el que va ser el començament de la dinastia mogol de l'Índia.

## Primer domini mogol
Els afganesos dels Suri tenien la seva base a Bihar i Xer-Xah Surí va remuntar el Ganges sense gaire oposició i es va fer amo entre 1530 i 1540 de Bengala i de tota l'Índia del nord dominant Agra i finalment tot el sultanat després de la batalla de Chausa i la batalla de Kannauj, on Humayun fou derrotat el 17 de maig de 1740 fugint cap a Agra i després cap al Panjab, a Lahore, on s'estava fent un congrés de begs txagatais i prínceps reials.

## Dinastia Suri

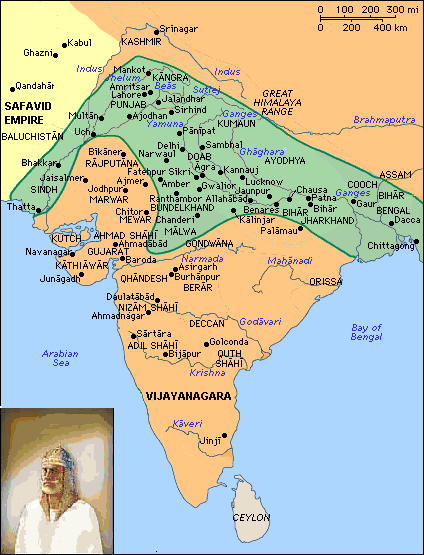
Imperi Suri

Durant l'absència de Humayun, Xer-Xah Surí va governar l'imperi amb centres a Delhi i a Agra. Va eliminar diversos caps o nobles que eren o podien ser els seus rivals. El 1542 va atacar cap al sud a Malwa d'on va foragitar a Mallu Khan Kadir Shah Khalji va incorporar el territori al seu imperi concedint el govern a Shajaat Khan Suri i en 1543 va atacar al raja de Jodhpur. Xer-Xah va morir accidentalment en el setge de Kalinjar, en esclatar un polvorí el 22 de maig de 1545, sent succeït pel seu fill Jalal Khan, que prengué el títol d'Islam-Xah Surí.
Humayun, decidit a recuperar les seves possessions a l'Índia va avançar cap a Bangash en 1552 i el 1553 va creuar l'Indus. A Kabul va preparar la invasió de l'Índia. Es va desviar cap a Kandahar l'hivern del 1553 quan va tenir notícies d'una suposada rebel·lió de Bayram Khan a Kandahar, notícies que van resultar ser falses. Va passar l'hivern a Kandahar i l’octubre de 1554 va retornar a Kabul sortint en campanya el novembre. Bayram Khan fou el seu comandant en cap. Va creuar l'Indus altre cop (desembre de 1554) i el febrer de 1555 va ocupar Lahore i després Dipalpur. El 28 de maig es van trobar amb les tropes de Sikander-Xah Suri, el nou sultà suri, a Sirhind i el 22 de juny de 1555 a la batalla de Macchiwara el va derrotar decisivament; el 23 de juliol, Humayun va entrar finalment Delhi, retrobant el seu tron al cap de 15 anys d’exili.

## Llista de governants
Primera dinastia esclava de Delhi o mamelucs de Delhi
- Qutb-ad-Din Àybak 1206-1210
- Aram-Xah, 1210-1211
- Xams-ad-Din Iltutmix, 1211-1236
- Rukn-ad-Din Firuz-Xah 1236
- Razia-ad-Din (reina) 1235-1240
- Muïzz-ad-Din Bahram-Xah 1240-1242
- Alà-ad-Din Massud-Xah 1242-1246
- Nàssir-ad-Din Mahmud-Xah 1246-1266
- Giyas-ad-Din Balban 1266-1287/1288
- Muïzz-ad-Din Qaiqabad 1287/1288-1290
- Xams-ad-Din Kayumarth 1290

Segona dinastia esclava o khalji
- Jalal-ad-Din Firuz Shah Khalji 1290-1296
- Rukn-ad-Din Ibrahim Shah Khalji 1296
- Alà-ad-Din Muhammad Shah I Khalji 1296-1316
- Xihab-ad-Din Umar Khalji 1316
- Kutb-ad-Din Mubarak Shah I Khalji 1316-1320
- Nàssir-ad-Din Khusraw Khan Barwari "l'usurpador" 1320

Tughlúquides
- Ghiyath-ad-Din Tughluq, 1320-1325
- Muhàmmad ibn Tughluq, 1325-1351
- Mahmud-Xah I Tughluq, març de 1351
- Firuz Xah Tughluq, 1351-1388
- Ghiyath-ad-Din Tughluq (II), 1388-1389
- Abu-Bakr Tughluq, 1389-1390
- Muhàmmad-Xah Tughluq, 1390-1394
- Sikandar-Xah Tughluq, gener a març de 1394
- Nàssir-ad-Din Mahmud Xah Tughluq, 1394-1395, en disputa 1395-1399, nominal 1399-1401, sultà sol 1401-1412
- Nusrat-Xah Tughluq, 1395-1399, oposat a l'anterior
- Dawlat-Khan Lodi, 1412-1414

Dinastia dels Sayyids
- Sayyid Khidr Khan 1414-1421
- Sayyid Mubarak-Xah 1421-1435
- Sayyid Muhàmmad-Xah 1435-1445
- Sayyid Alà-ad-Din Àlam-Xah 1445-1451 (a Badaun fins al 1478)

Lodi
- Bahlul Xah Lodi 1451-1489
- Sikandar Lodi 1489-1517
- Ibrahim Lodi 1517-1526
- Imperi mogol 1526 a 1540

Dinastia Suri
- Xer-Xah Suri 1540-1545
- Islam-Xah Suri 1545-1554
- Firuz-Xah Suri, 29 d'abril al 2 de maig de 1554
- Muhàmmad-Xah Suri 1554
- Ibrahïm Suri 1554-1555
- Sikander-Xah Suri 1555-1556
- Àdil-Xah Suri 1556